# Wirbelstromsieb

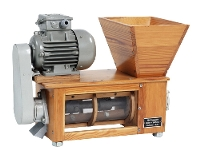
Wirbelstrom-Siebmaschine aus Holz, 1954

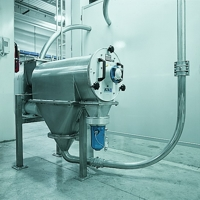
Inline-Sieben in der Pharmaindustrie

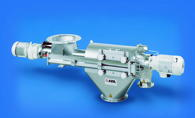
Wirbelstrom-Siebmaschine Typ DA

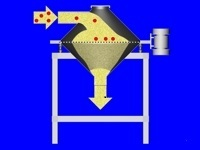

Wirbelstrom-Sieben ist ein mechanisches Trennverfahren zum Sieben von feinkörnigen Stoffgemischen (Schüttgütern), z. B. zum Entfernen von Verunreinigungen aus Mehlen.
Dabei wird durch rotierende Elemente ein Wirbel in einem Fluid (Gas oder Flüssigkeit) erzeugt, der Partikel nach Größe, Gewicht und Dichte aufgrund der auf diese wirkenden Zentrifugalkraft voneinander separiert.
Das Wirbelstromsieben ist nicht zu verwechseln mit dem elektromagnetischen Wirbelstromverfahren, mit dem in Wirbelstromabscheidern elektrisch leitfähige Partikel separiert werden.

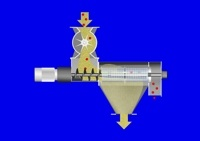

## Einsatzgebiete
Kontrollsieben
Das Haupteinsatzgebiet von Wirbelstrom-Sieben ist das Kontrollsieben zum Prüfen der Reinheit von Schüttgütern und Flüssigkeiten.
Kontrollsiebe sind Bestandteil von automatischen Zuführsystemen. Sie dienen der Qualitätssicherung indem sie Fremdkörper und Verunreinigungen detektieren.
In der Lebensmittelindustrie helfen sie bei der Einhaltung der HACCP, der EG-Verordnung Nr. 852/2004 über Lebensmittelhygiene.
Auflösen von Klumpen
Beim Durchgang durch Wirbelstrom-Siebmaschinen werden Verklumpungen von feinkörnigen Substanzen aufgelöst, die sich etwa in hygroskopischen Stoffen bei längerer Lagerung oder beim Mischen und Trocknen bilden.

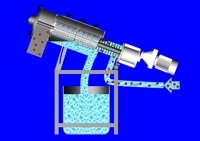

Trennen
Bei der Produktion, z. B. beim Trocknen von Milchpulver, entstehende harte Agglomerate werden ausgesondert.
Auflockern
Speziell in der Nahrungsmittelindustrie setzt man Siebmaschinen zum Auflockern von Rohstoffen ein. Beispielsweise reichert eine Siebmaschine direkt vor einem Teigkneter das Mehl mit Luft an und lockert es auf.
Rückgewinnen
Rückgewinnen lassen sich Fein- und Grobbestandteile, die in Produktionsprozessen entstehen, z. B. beim Kompaktieren von Pulvern, beim Bestäuben von Bonbons oder beim Epoxydharz-Pulverbeschichtungsprozess.
Fraktionieren
Wirbelstrom-Siebmaschinen trennen sauber und zuverlässig pulverförmige Schüttgüter in unterschiedliche Korngrößen.

## Vorsieben
Bei der Zuführung von Schüttgütern in automatischen Prozessen muss sichergestellt sein, dass keine Verunreinigungen in die Verarbeitungsmaschine gelangen. Verpackungsreste, Fremdstoffe oder andere Teile sind auszusondern. Vor- oder Schutzsiebe in Einfülltrichtern, Big-Bag- oder Containeraufgabestationen halten grobe Verunreinigungen schon bei der Produktaufgabe zurück. Die Siebe lassen sich durch eine Inspektionsöffnung bzw. Auszugseinrichtung einfach überprüfen und reinigen.

## Vorsieben in geschlossenen Förderströmen
Die Tankwagen-Siebmaschine kontrolliert rieselfähige und pulverförmige Schüttgüter in geschlossenen, pneumatischen Förderströmen. Sie dient als Vorsieb auf dem Förderweg zwischen Silofahrzeug und Lagersilo und vermeidet den Eintrag von Verunreinigungen und Verklumpungen.

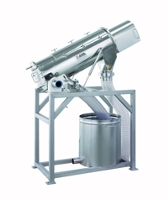
Flüssigsiebmaschine Typ FL

## Abtrennung von Feststoffen aus Flüssigkeiten
Flüssigkeits-Wirbelstromsiebe werden Filtern oder Pressen vorgeschaltet, um Agglomerate, die beim Einrühren von Pulver in Flüssigkeiten entstehen, abzuscheiden. Beispielsweise werden Käsestaub aus Molke oder Fruchtrückstände von Säften abgeschieden.
Abhängig von Motordrehzahl und Maschenweite erbringen Flüssigkeits-Siebmaschinen eine Durchsatzleistung von 40.000 l/h. Der Feinheitsgrad der Siebung richtet sich nach individuellen Anforderungen. Siebeinsätze ab 10 µm Maschenweite halten auch kleinste Feststoffe zurück. Die Siebe reinigen sich selbst und können bei Bedarf werkzeuglos ausgetauscht werden.